# Ляхов, Георгий Васильевич
Георгий Васильевич Ляхов (1923—1983) — подполковник Советской Армии, участник Великой Отечественной войны, Герой Советского Союза (1943).

## Биография
Родился 3 января 1923 года в городе Гайсин (ныне — Винницкая область Украины). После окончания средней школы работал токарем в городе Нижний Ломов (ныне — Пензенская область). В 1941 году Ляхов был призван на службу в Рабоче-крестьянскую Красную Армию. В 1942 году он окончил Пензенское миномётное училище. С апреля того же года — на фронтах Великой Отечественной войны.
К октябрю 1943 года капитан Георгий Ляхов временно исполнял обязанности заместителя командира батальона 120-го стрелкового полка 69-й стрелковой дивизии 65-й армии Центрального фронта. Отличился во время битвы за Днепр. 15 октября 1943 года Ляхов одним из первых с десантной группой переправился через Днепр в районе посёлка Радуль Репкинского района Черниговской области Украинской ССР и принял активное участие в боях за захват и удержание плацдарма на его западном берегу, лично уничтожив в рукопашном бою несколько немецких солдат. Группа успешно отразила все немецкие контратаки, продержавшись до переправы основных сил батальона и полка.
Указом Президиума Верховного Совета СССР от 30 октября 1943 года за «образцовое выполнение боевых заданий командования на фронте борьбы с немецкими захватчиками и проявленные при этом мужество и героизм» капитан Георгий Ляхов был удостоен высокого звания Героя Советского Союза с вручением ордена Ленина и медали «Золотая Звезда» за номером 1584.
После окончания войны Ляхов продолжил службу в Советской Армии. В 1945 году окончил курсы «Выстрел», в 1949 году — Военную академию имени Фрунзе. В 1962 году уволен в запас в звании подполковника. Проживал и работал в Чите. Умер 5 июня 1983 года, похоронен в Чите.
Был также награждён орденами Отечественной войны 2-й степени и Красной Звезды, рядом медалей.

## Память
- В городе Нижний Ломов Пензенской области, на Аллее славы герою установлена памятная доска.